# Antonín Knot
Antonín Knot (4. června 1911 Broumova Lhota – 5. listopadu 1944 Dunkerk) byl československý voják, který bojoval ve Španělské občanské válce a později v druhé světové válce.

## Život

### Mládí
Narodil se v chudé rodině v Broumově Lhotě, kde prožil i dětství a mládí. Vyučil se kameníkem a během hospodářské krize přišel o práci.

### Španělská občanská válka
V roce 1933 nastoupil k 21. pěšímu pluku v Čáslavi vojenskou prezenční službu. U pluku absolvoval dvanáctitýdenní vojenský výcvik a byl propuštěn do zálohy. V červnu roku 1936 se zúčastnil měsíčního vojenského cvičení. Poté odešel do Španělska, bojovat v tamní občanské válce. V květnu 1937 se v Albacete připojil k republikánům a byl zařazen do 129. brigády, k praporu T. G. Masaryka. Později bojoval i v praporu Divisionario, se kterým se zúčastnil mj. i bitvy na řece Ebro. V roce 1939 se podílel na krycích operacích při ústupu interbrigadistů do Francie přes Pyreneje. Tam byli internováni v táborech Gurs a Argeles. Antonín Knot byl držen v táboře Gurs.

### Druhá světová válka
Po vypuknutí druhé světové války byl propuštěn a v Agde vstoupil do vznikající československé zahraniční armády. Po porážce Francie se v červenci roku 1940 přesunul do Anglie. Tam se zúčastnil vzpoury v Cholmondeley, v důsledku čehož byl koncem července vyloučen z armády a byl přiřazen k pomocným oddílům. Poté, co do války proti Německu vstoupil Sovětský svaz, zažádal koncem roku 1941 o znovupřijetí do armády. V roce 1942 byl opět přijat a zařazen k 2. pěšímu praporu Československé smíšené brigády. Zkraje roku 1943 byl přeřazen k velitelské rotě a v březnu získal hodnost svobodníka. V září došlo k reorganizaci brigády a vznikla Československá samostatná obrněná brigáda. Antonín Knot sloužil u 3. roty 2. tankového praporu a prodělal střelecký, řidičský a radiotelegrafický výcvik. Před převelením jednotky do Francie získal kladné hodnocení od svého velitele, který ho zhodnotil následujícími slovy: „Ustálený, kamarádský, klidné povahy, ukázněný, svědomitý, dobrý přední střelec z tanku." Ve Francii měla Československá samostatná obrněná brigáda za úkol obsadit přístav Dunkerk. Antonín Knot jako řidič tanku při operaci padl, když byl jeho tank 5. listopadu 1944 zničen dělostřeleckým granátem.

### Památka

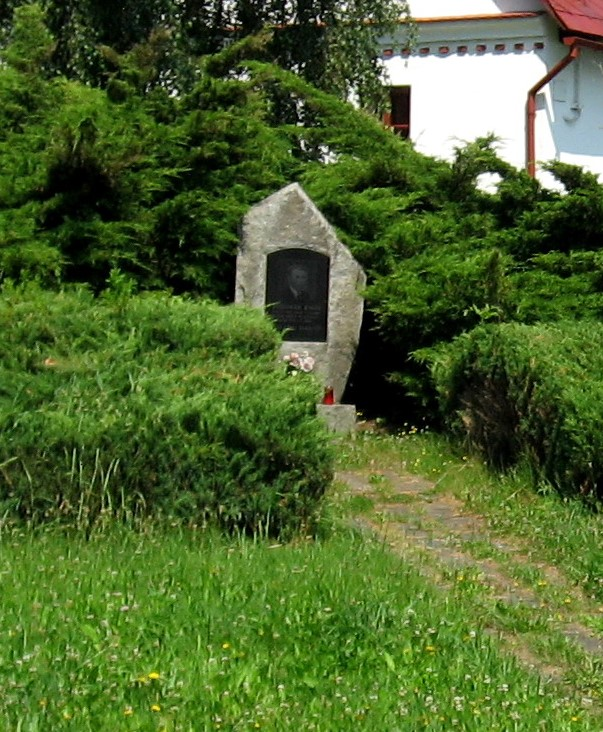
Pomníček Antonína Knota v Broumově Lhotě.

Antonín Knot je pohřbený na Vojenském hřbitově v Adinkerke. V roce 1976 byl v jeho rodné Broumově Lhotě vybudován pomník.